# Peluquero

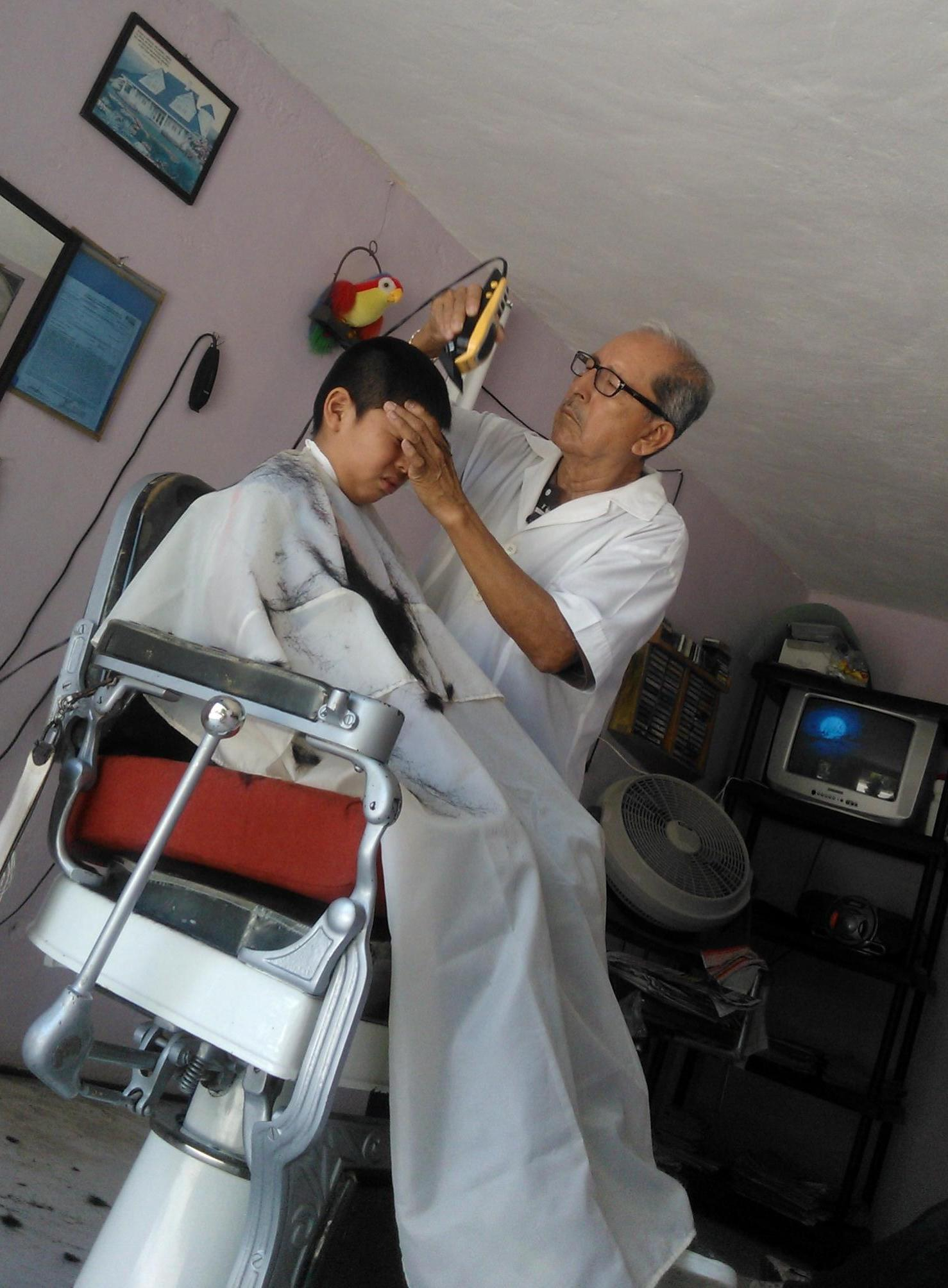
Peluquero cortando el pelo a un niño.

Un peluquero o peluquera es la persona que tiene por oficio el arreglo del cabello de las personas. 
En el caso de peluquerías masculinas, el peluquero se ocupa también del arreglo de la barba y bigote de los clientes recibiendo igualmente el nombre de barbero.

## Servicios de peluquería

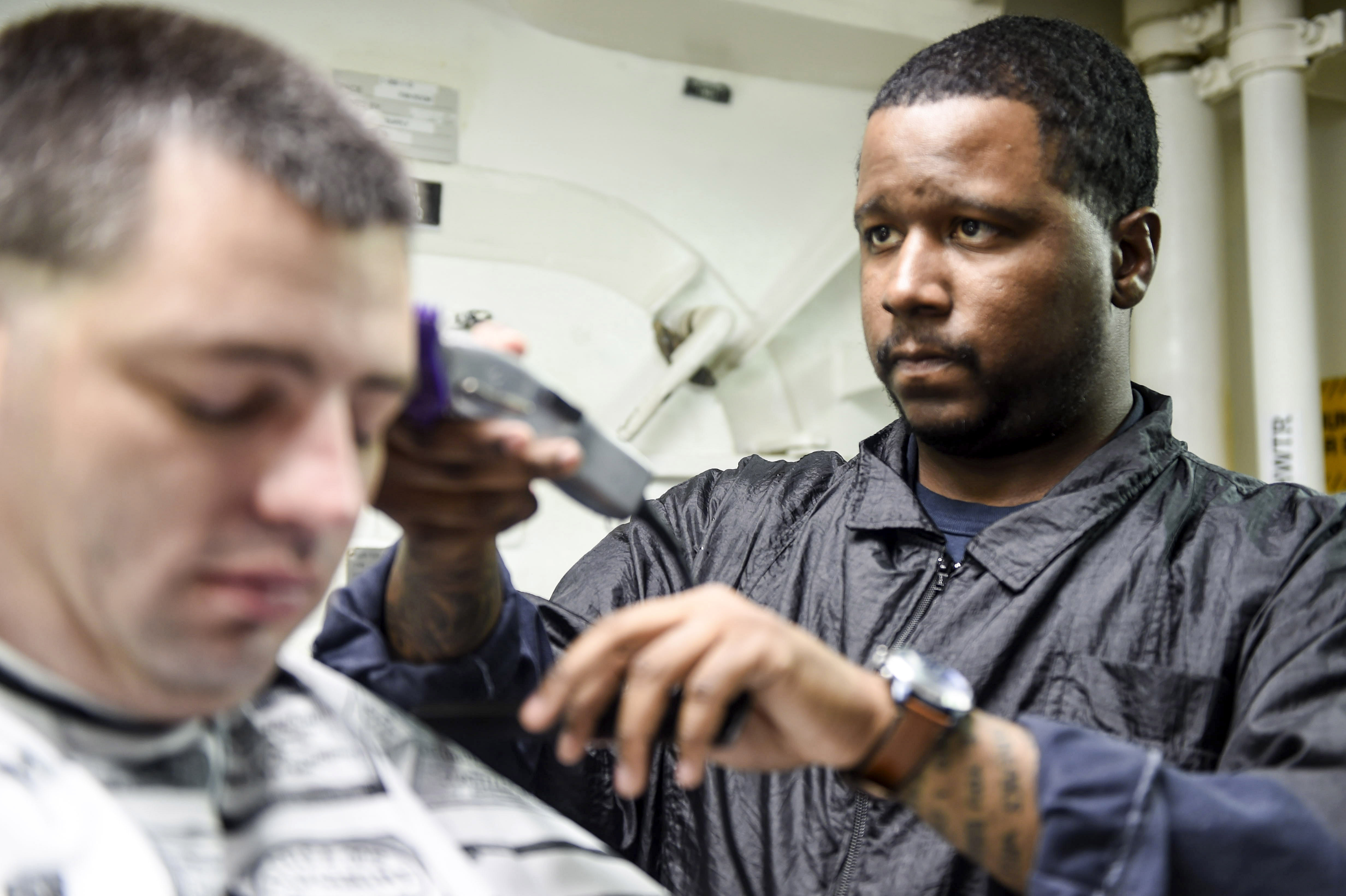
Corte de cabello

En un salón de peluquería el peluquero realiza las siguientes actividades:
- Lavado de cabello.
- Aplicación de tratamientos sobre el cabello, tales como champús de diferentes tipos, lociones o fijadores.
- Secado del cabello utilizando secador de mano o de casco.
- Corte del cabello utilizando diferentes tipos de tijeras, navaja o maquinilla eléctrica.
- Modelado del cabello utilizando instrumentos tales como tenacillas, rulos, pinzas y secadores.
- Peinado según el estilo solicitado por el cliente utilizando diferentes tipos de peines y cepillos así como algunos de los instrumentos mencionados anteriormente.
- Teñido del cabello.
- Aplicación de extensiones.

A la llegada del cliente el peluquero debe preguntar qué tratamientos desea recibir y qué tipo de peinado desea. A partir de entonces, decide las acciones necesarias para conseguir el resultado solicitado.

### Lavado
Esta etapa es esencial en un cambio de imagen, aquí, el peluquero te acompañará a una silla especial para realizar una de las fases más relajantes de una visita al salón. Una vez que tu cabello esté mojado el estilista te aplicará un shampoo, si tienes algún problema como caspa, el peluquero aplicará un shampoo especial para tu padecimiento.

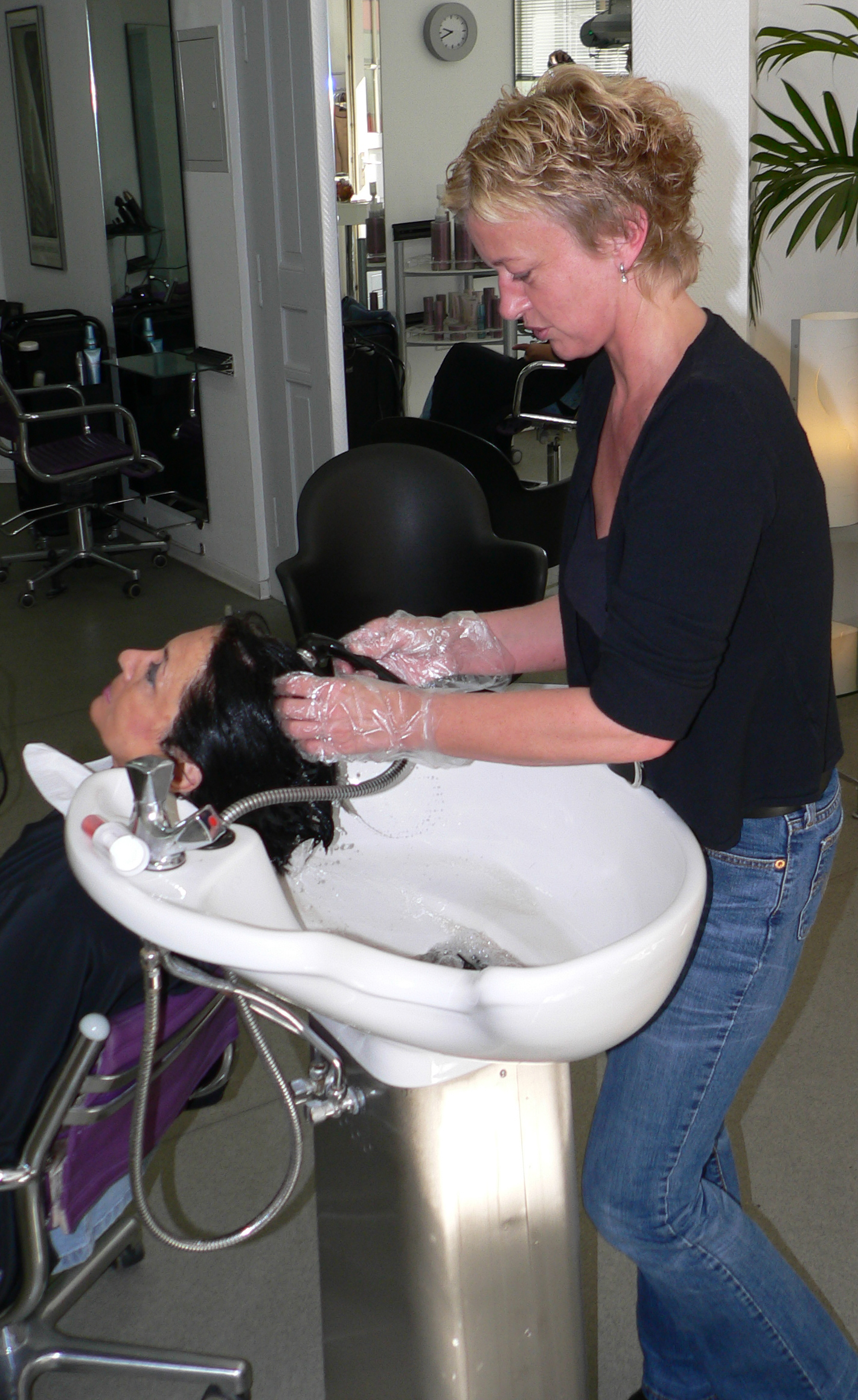
Operación de lavado.

Tras la operación de lavado, el peluquero puede aplicar diversos tratamientos curativos contra enfermedades o infecciones como la pitiriasis, la seborrea, la pediculosis o la alopecia.

### Secado y peinado
A continuación se realiza el secado del cabello. Tras un secado superficial con toalla, el peluquero acompaña al cliente a los secadores de casco o utiliza el secador de mano. En cualquier caso, en esta fase se acometerán las primeras acciones para conseguir el moldeado del cabello de acuerdo con el cliente. Según el tipo de peinado el peluquero utilizará:
- Rulos y pinzas para crear peinados rizados o hacer la permanente.
- Rulos calientes y difusor para conseguir ondulados.
- Peine movido en la dirección inversa al nacimiento del cabello para el peinado cardado.

El peinado a veces es terminado con una operación de aplicación de aerosol para el cabello, este producto fija el peinado evitando se desarme por acción de las actividades de la persona o viento. 
Los dedicados al género femenino, deben estar formados también para realizar recogidos como moños o rodetes o tipos de peinado más elaborados como trenzas, tirabuzones, melenas voluminosas, etc.

### Corte

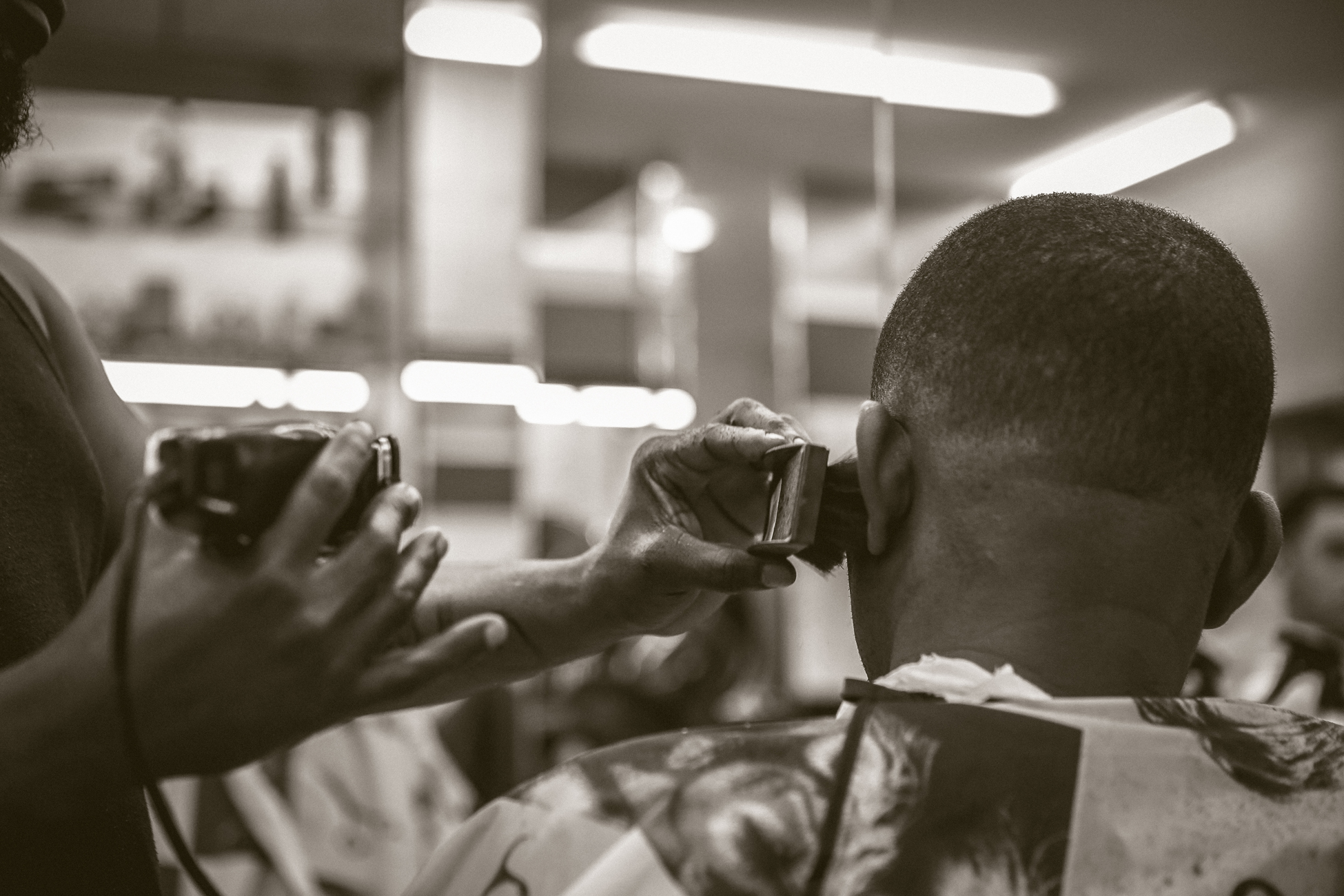
Corte con maquinilla

En la fase de corte, el peluquero escucha las instrucciones del cliente acerca del volumen de cabello a retirar así como el estilo deseado de peinado. Según la herramienta utilizada, existen dos técnicas básicas de corte: 
- A tijera. Es el más tradicional, siendo un procedimiento artesanal y lento pero más preciso.
- Con maquinilla eléctrica. Facilita la retirada de gran volumen de cabello con rapidez. Está indicado para varones sobre todo para la parte trasera de la cabeza. Entre los requisitos que presenta están el hacer el corte sobre cabello seco y direccionarla en contra del nacimiento del cabello.[2]

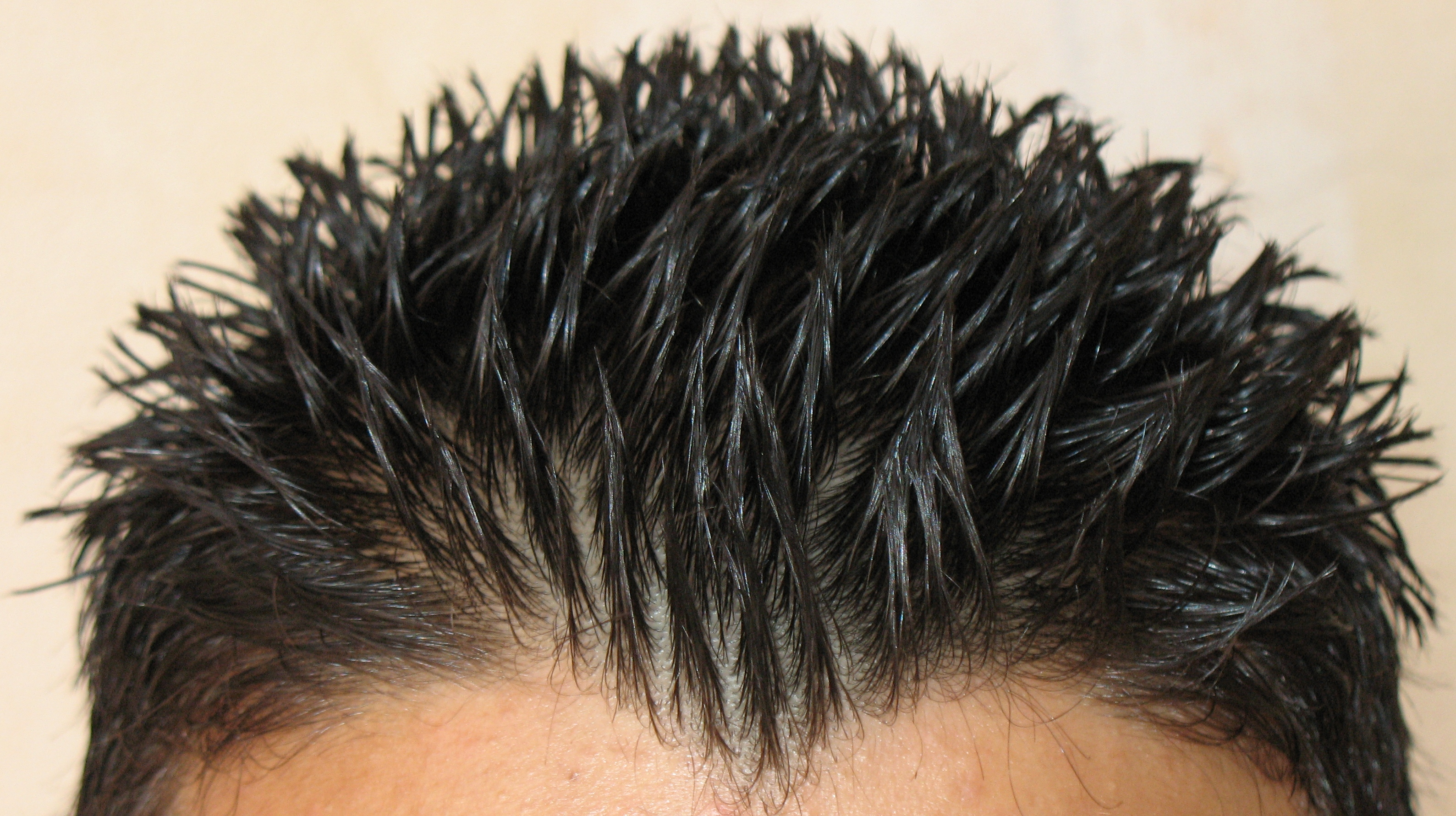
Cabello con fijador.

El corte con navaja se utiliza generalmente para hombres para perfilar determinadas áreas de la cabeza como las patillas o la nuca. 
Si el cliente desea modificar el color del cabello, el peluquero le aconsejará sobre el tono más adecuado y aplicará tinte total o mechas según las instrucciones impartidas por el mismo. También puede aplicar técnicas decolorativas para suavizar el color del cabello. Por último, el peluquero da volumen y fija el cabello por medio de laca o un producto similar.
El profesional de peluquería también puede aconsejar, confeccionar o vender determinados complementos como extensiones, pelucas, postizos o bisoñés.
En el caso del barbero, sus ocupaciones se extienden también al corte de la barba y el bigote del cliente. El cuidado puede consistir en un rasurado total del cabello o en un corte parcial descargando volumen y perfilando las líneas de la barba y el bigote.

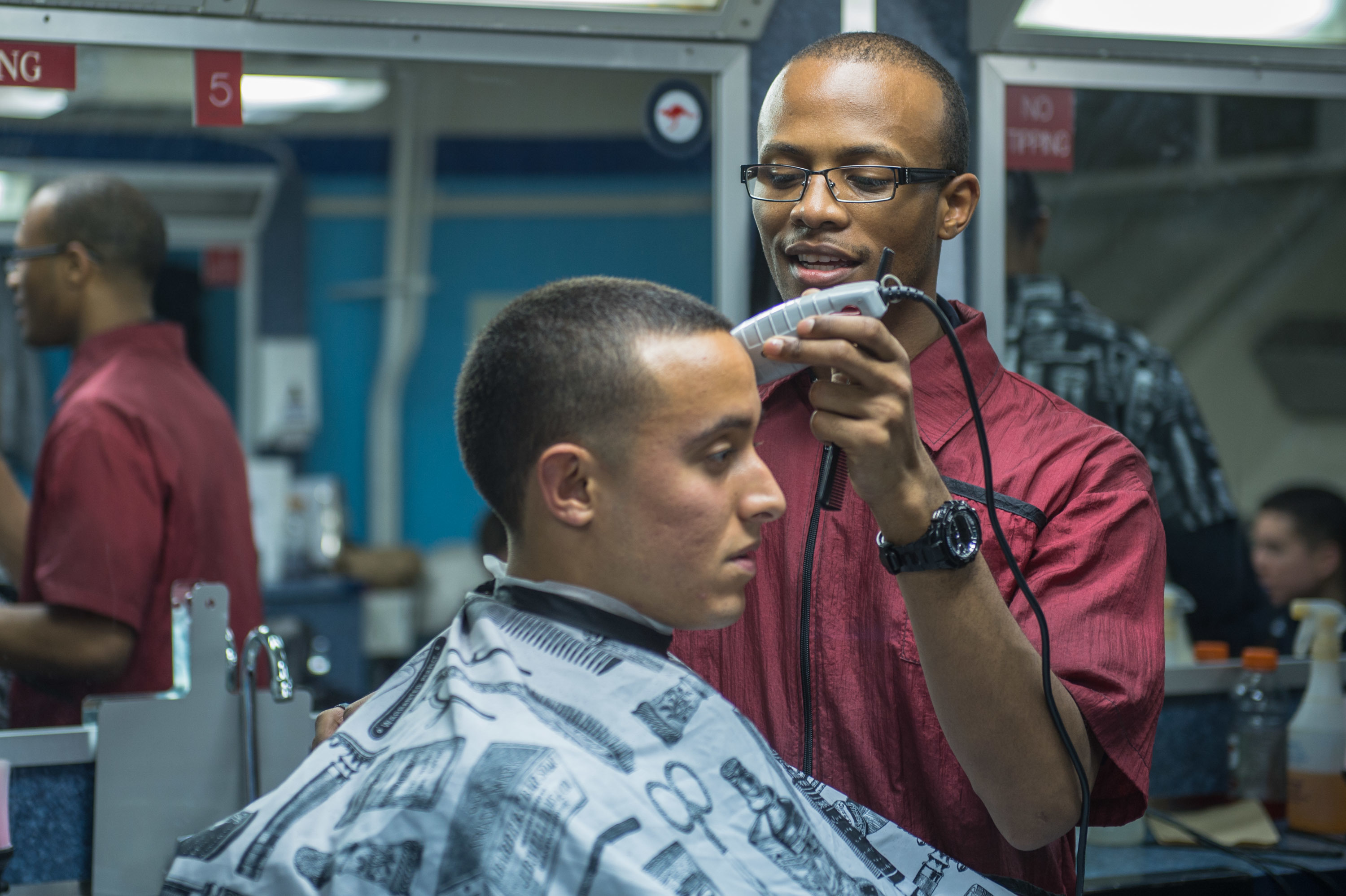
Corte
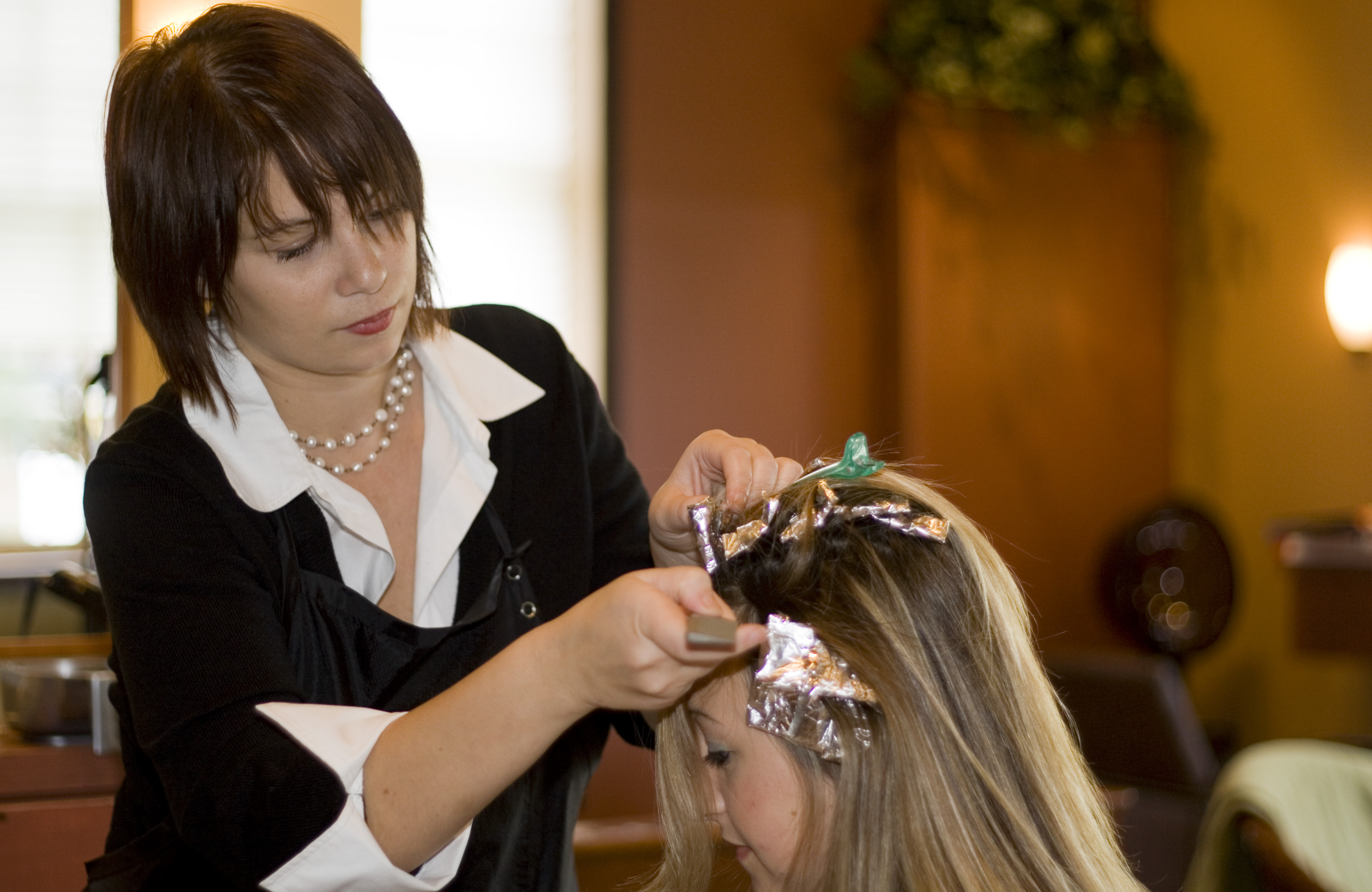
Teñido
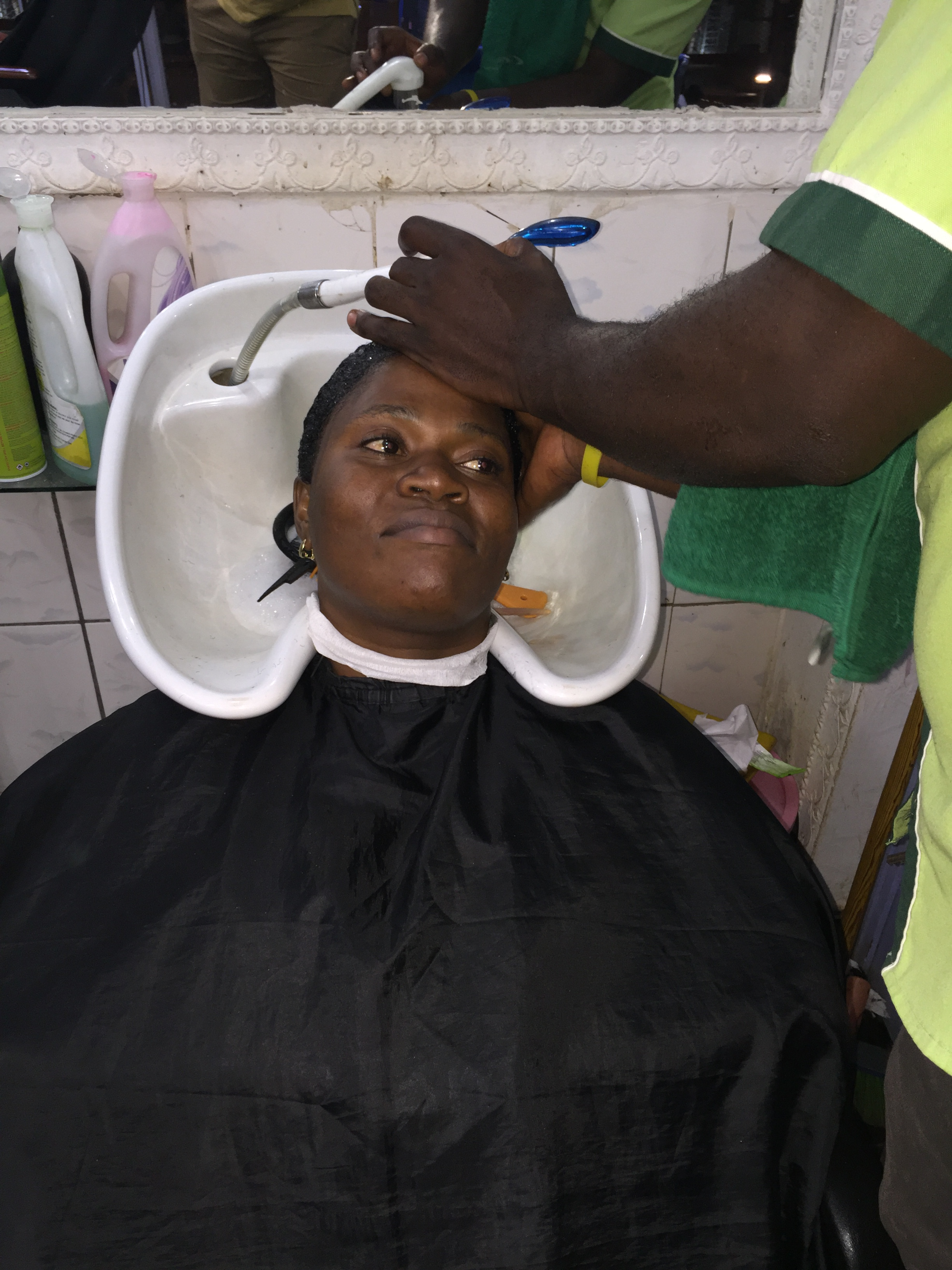
Lavado
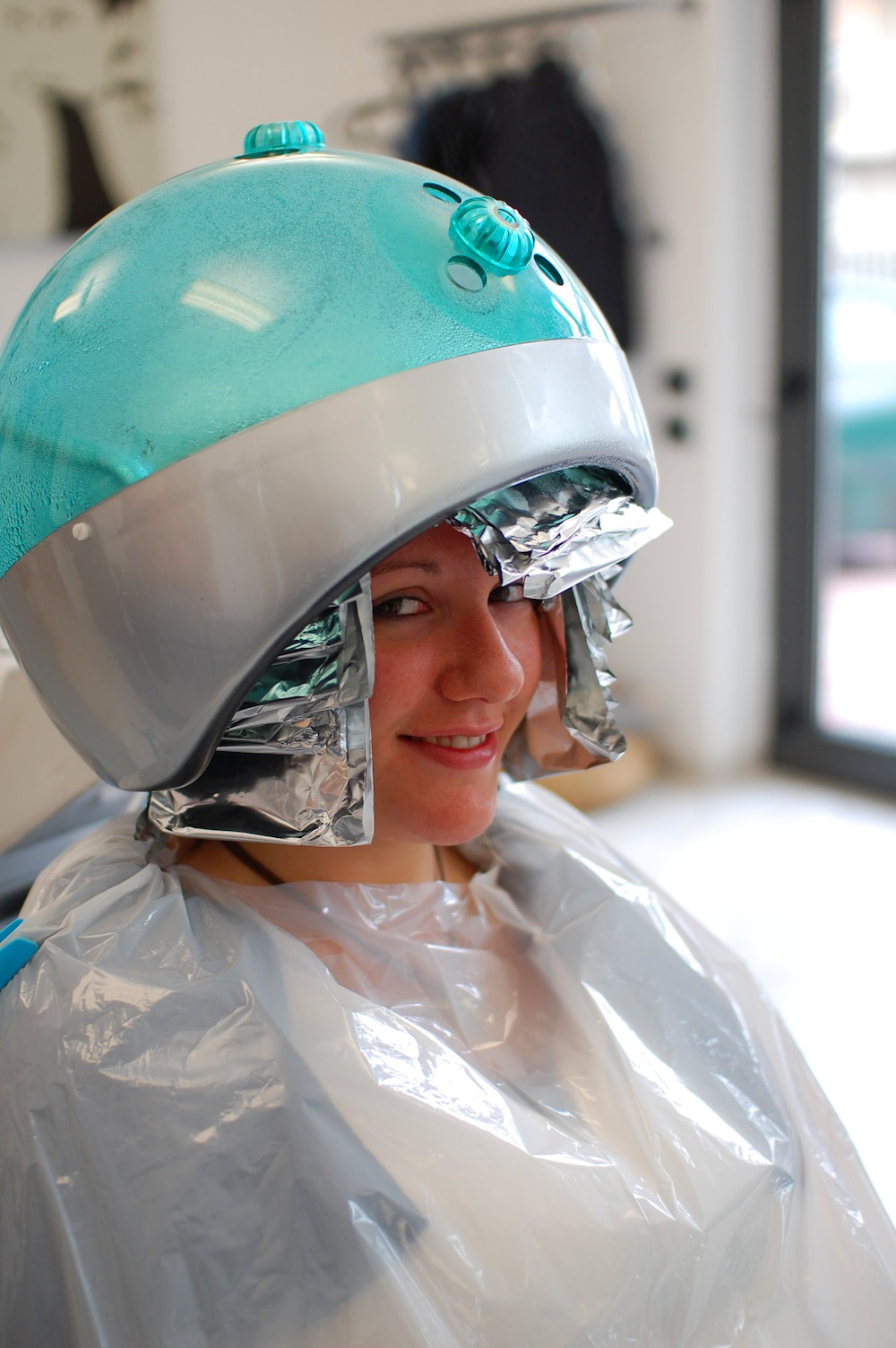
Secado
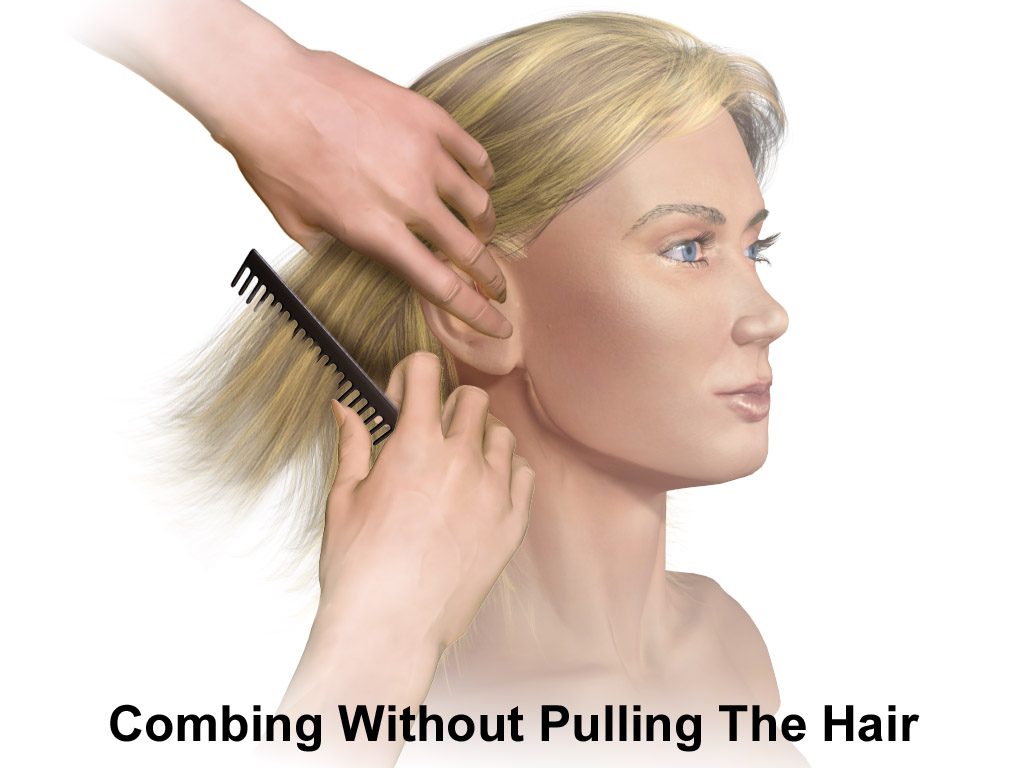
Peinado
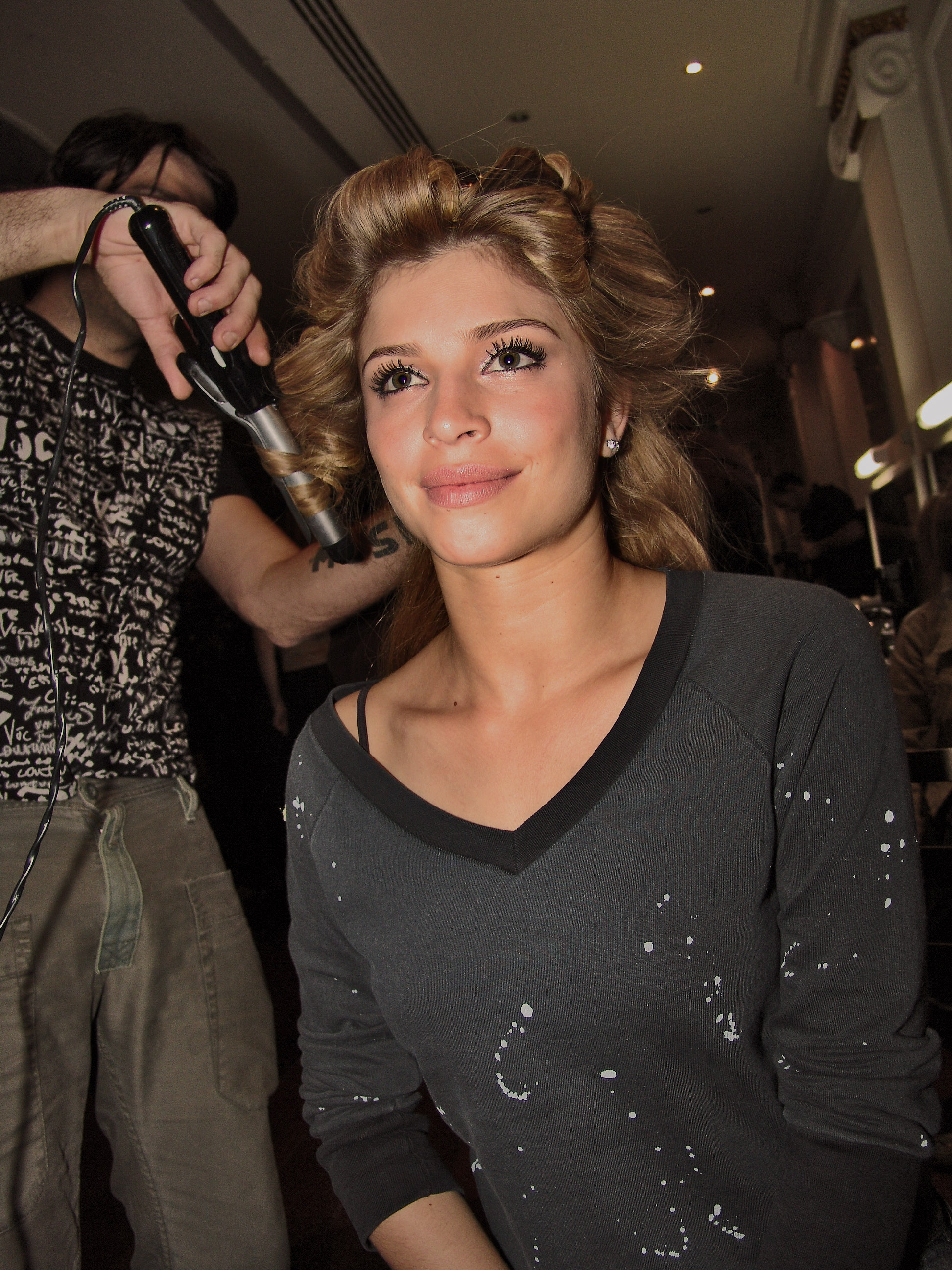
Moldeado
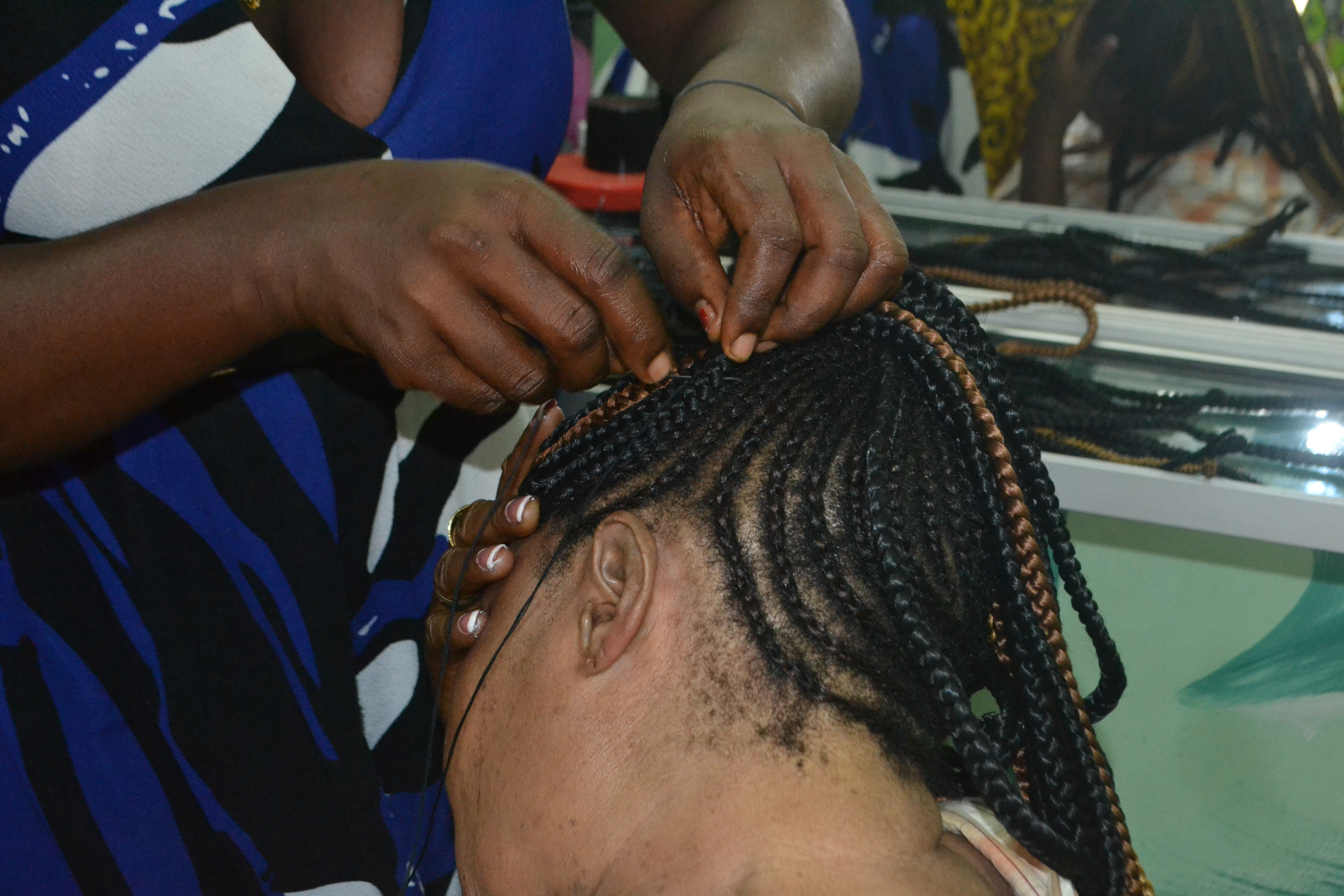
Trenzado
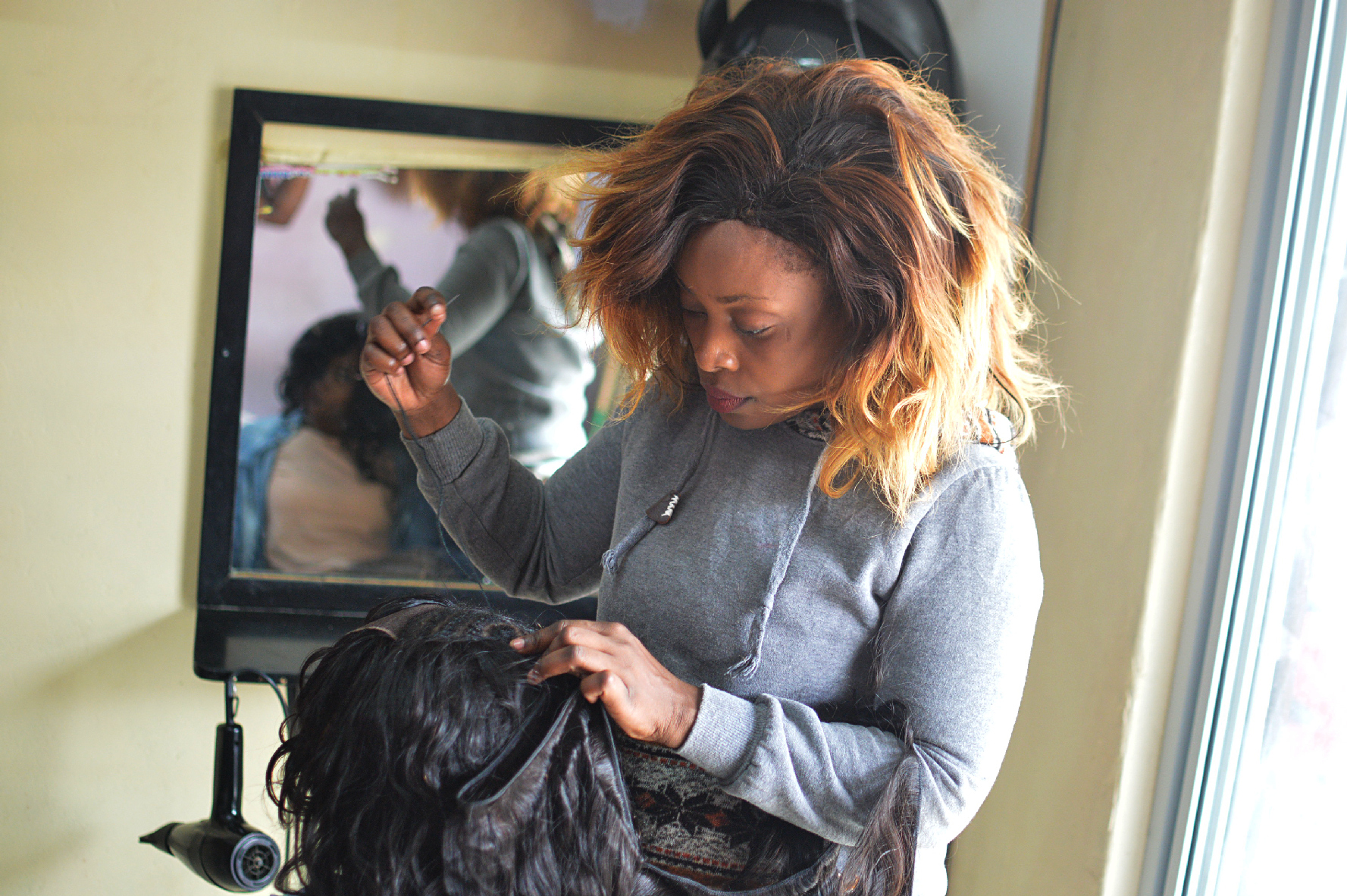
Aplicación de extensiones
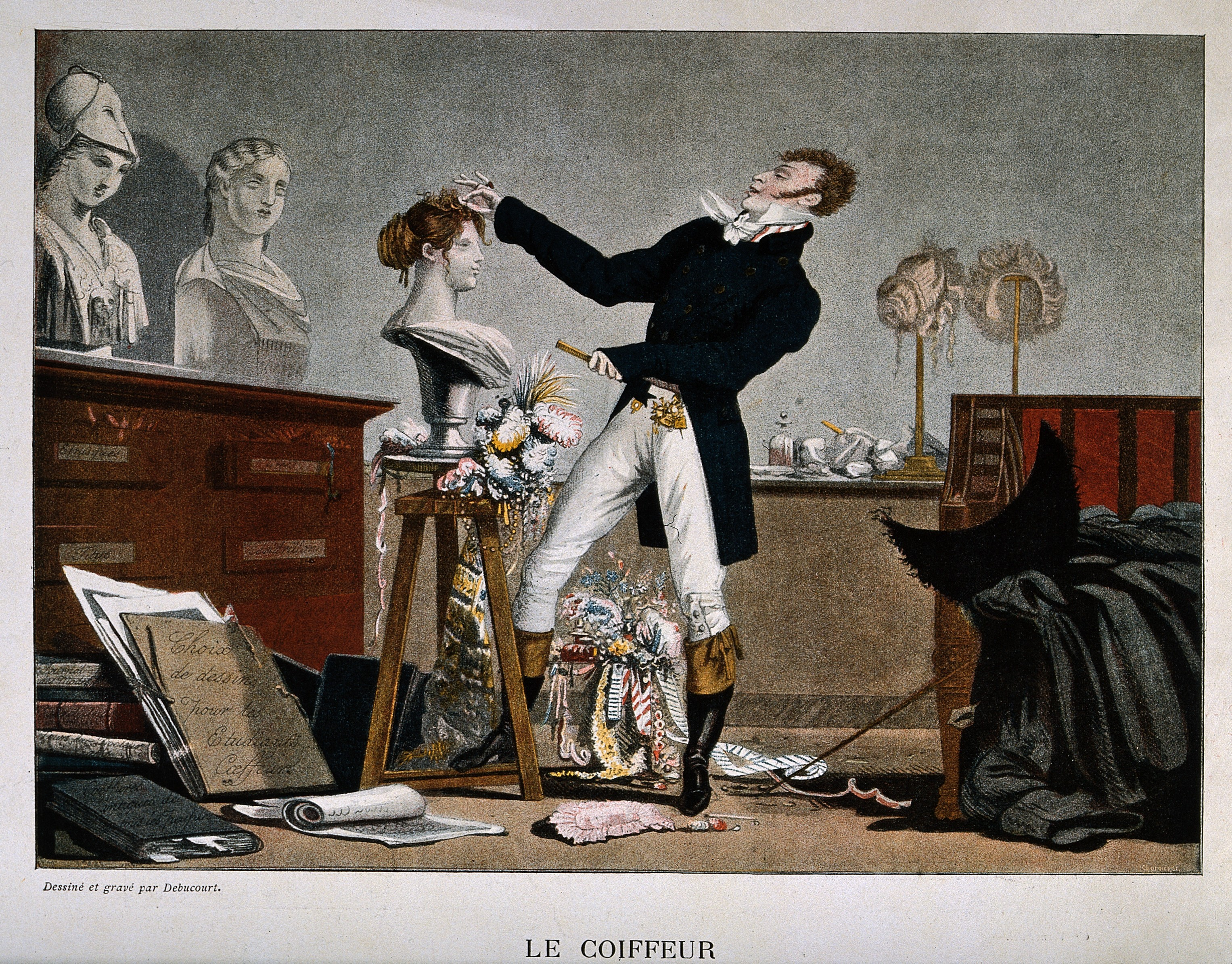
Preparación de pelucas

## Especialidades

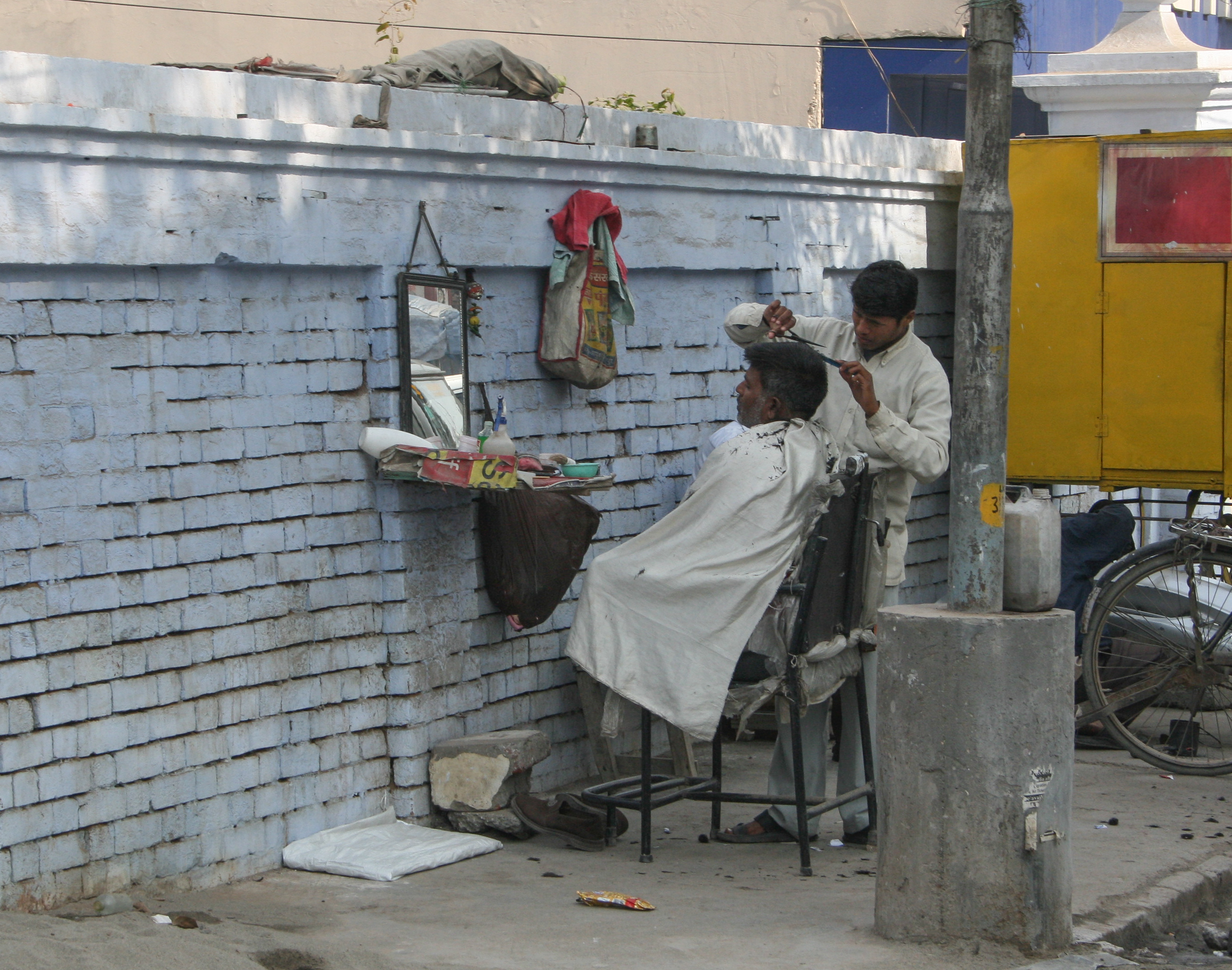
Peluquero callejero en Amritsar, la India.

Por sus especiales características, algunos peluqueros están especializados en el corte del pelo a niños. En estos casos, las peluquerías suelen estar adaptadas a estos particulares clientes tanto en su decoración como en su mobiliario. Así, cuentan con asientos altos que acoplados a los sillones imitan formas de animales, motos, coches, etc. Algunos también disponen de delantales coloridos entre los que pueden escoger los pequeños. Para mantener la atención del niño, también es posible proyectar películas de DVD durante el transcurso de la operación.
Existen peluqueros caninos que ofrecen cuidados de peluquería a perros con finalidades sanitarias y estéticas. Para desempeñar la profesión se exige conocer las características de cada raza y utilizar el tipo de corte adecuado a la misma.